# Verwaltungsbezirk in Serbien
Die Verwaltungsbezirke (serbisch Управни окрузи Upravni okruzi) sind in Serbien die örtlichen Zuständigkeitsbereiche derjenigen staatlichen Verwaltungsbehörden, die außerhalb der Amtssitze der Ministerien einzelne Verwaltungsaufgaben erledigen.

## Errichtung und Organisation
Die Errichtung der Verwaltungsbezirke ist im Gesetz über die staatliche Verwaltung vorgesehen, die im Einzelnen durch die Verordnung über die Verwaltungsbezirke erfolgte. Der örtliche Zuständigkeitsbereich der Verwaltungsbezirke ist jeweils durch die Hoheitsgebiete mehrerer Gemeinden definiert. Zudem wurde jeweils eine Gemeinde des Verwaltungsbezirks zum zentralen Verwaltungssitz bestimmt, in dem die Ministerien in der Regel ihre Außenstellen einrichten.
Den Verwaltungsbezirken steht jeweils ein leitender Beamter vor, der durch die Regierung für fünf Jahre ernannt wird und die Tätigkeit der Außenstellen insbesondere koordiniert und beaufsichtigt.

## Aufgaben
Den Außenstellen in den Verwaltungsbezirken können durch Dienstordnung der jeweiligen, sachlich zuständigen Ministerien eine oder mehrere der folgenden Aufgaben übertragen werden, wovon in der Regel auch Gebrauch gemacht wird:
1. erstinstanzliche Entscheidung in Verwaltungssachen
2. Entscheidung über Widersprüche in Verwaltungssachen, wenn erstinstanzlich eine nichtstaatliche Verwaltungsbehörde entschieden hat
3. Aufsicht über nichtstaatliche Verwaltungsbehörden

## Verwaltungsbezirke
Da alle Ministerien ihren Amtssitz in der Hauptstadt Belgrad haben, wird deren Hoheitsgebiet von keinem Verwaltungsbezirk erfasst.
| Name des Verwaltungsbezirks | Serbische Bezeichnung | Verwaltungssitz |
| --------------------------- | --------------------- | --------------- |
| Okrug Bor                   | Борски округ          | Bor             |
| Okrug Braničevo             | Браничевски округ     | Požarevac       |
| Okrug Jablanica             | Јабланички округ      | Leskovac        |
| Okrug Kolubara              | Колубарски округ      | Valjevo         |
| Okrug Mačva                 | Мачвански округ       | Šabac           |
| Okrug Moravica              | Моравички округ       | Čačak           |
| Okrug Nišava                | Нишавски округ        | Niš             |
| Okrug Pčinja                | Пчињски округ         | Vranje          |
| Okrug Pirot                 | Пиротски округ        | Pirot           |
| Okrug Podunavlje            | Подунавски округ      | Smederevo       |
| Okrug Pomoravlje            | Поморавски округ      | Jagodina        |
| Okrug Raška                 | Рашки округ           | Kraljevo        |
| Okrug Rasina                | Расински округ        | Kruševac        |
| Okrug Šumadija              | Шумадијски округ      | Kragujevac      |
| Okrug Toplica               | Топлички округ        | Prokuplje       |
| Okrug Zaječar               | Зајечарски округ      | Zaječar         |
| Okrug Zlatibor              | Златиборски округ     | Užice           |

| Name des Verwaltungsbezirks | Serbische Bezeichnung  | Verwaltungssitz   |
| --------------------------- | ---------------------- | ----------------- |
| Okrug Severna Bačka         | Северно-Бачки округ    | Subotica          |
| Okrug Južna Bačka           | Јужно-Бачки округ      | Novi Sad          |
| Okrug Zapadna Bačka         | Западно-Бачки округ    | Sombor            |
| Okrug Severni Banat         | Северно-Банатски округ | Kikinda           |
| Okrug Srednji Banat         | Средње-Банатски округ  | Zrenjanin         |
| Okrug Južni Banat           | Јужно-Банатски округ   | Pančevo           |
| Okrug Srem                  | Сремски округ          | Sremska Mitrovica |

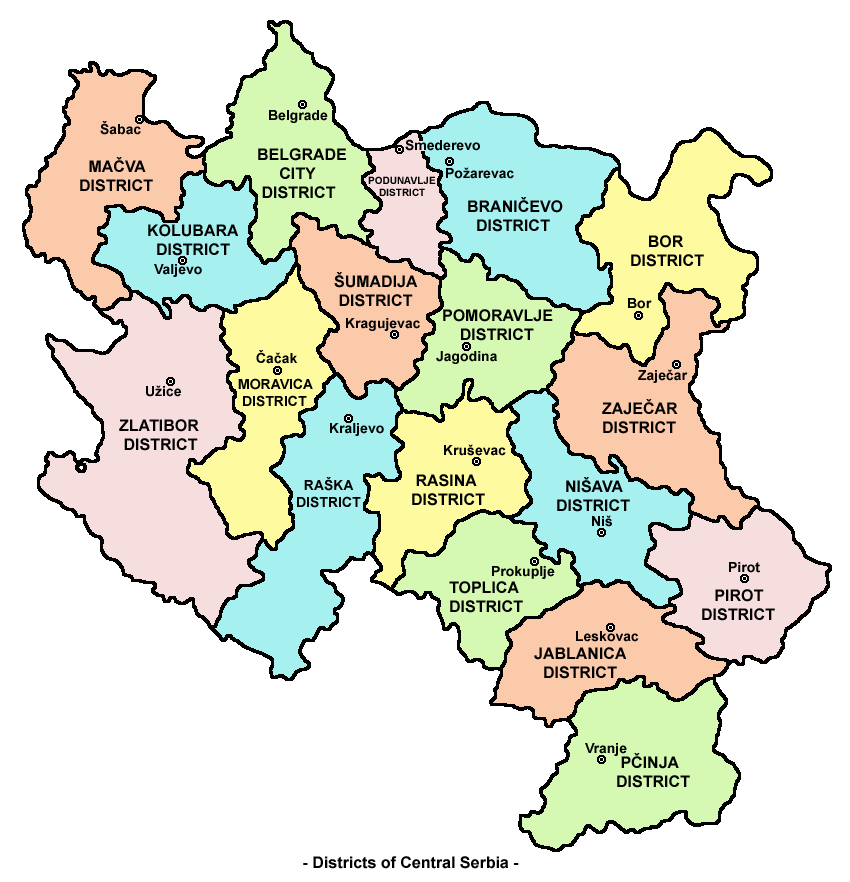
Bezirke Zentralserbien

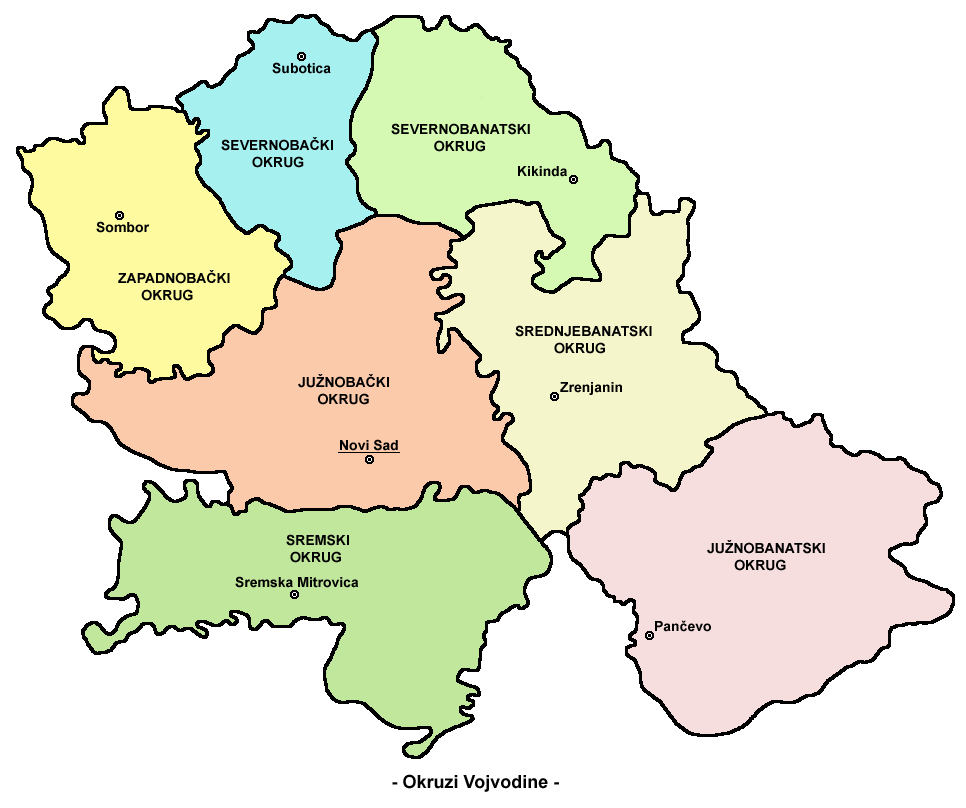
Bezirke in der Vojvodina

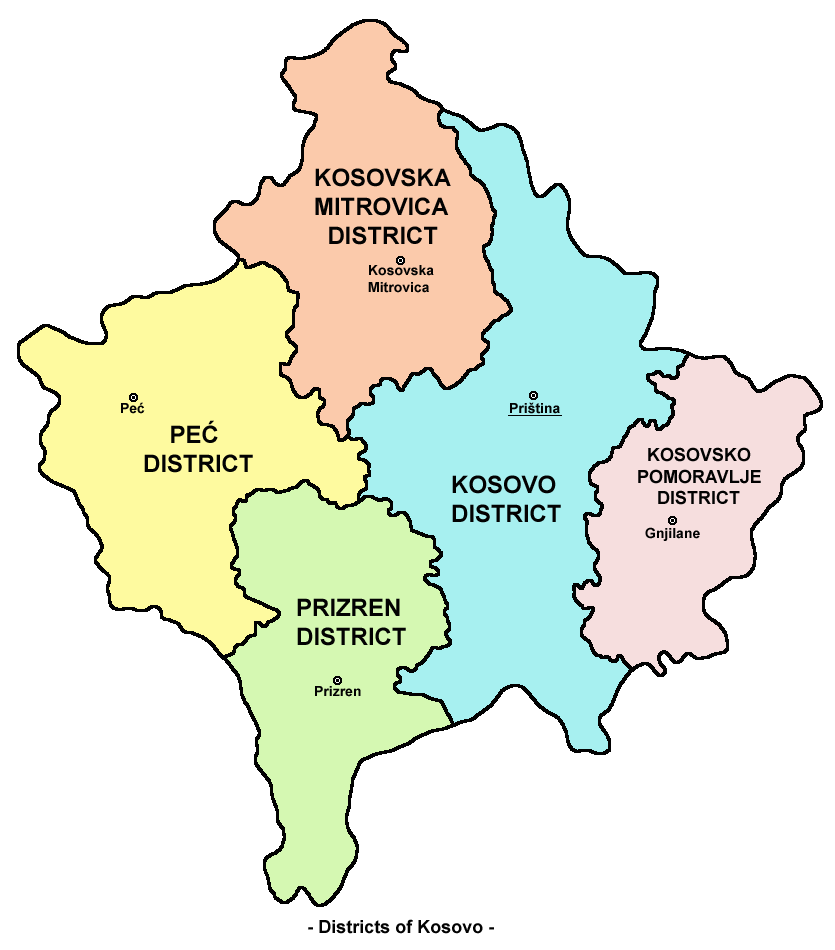
Bezirke in Kosovo und Metochien

Da Serbien die Unabhängigkeit des Kosovo nicht anerkennt, bestehen aus serbischer Sicht auch noch folgende Bezirke. Die Republik Kosovo ist hiervon abweichend in die Bezirke im Kosovo gegliedert.
| Name des Verwaltungsbezirks | Serbische Bezeichnung     | Verwaltungssitz    |
| --------------------------- | ------------------------- | ------------------ |
| Okrug Kosovo                | Косовски округ            | Priština           |
| Okrug Kosovo-Pomoravlje     | Косовско-Поморавски округ | Gnjilane           |
| Okrug Kosovska Mitrovica    | Косовско-Митровачки округ | Kosovska Mitrovica |
| Okrug Peć                   | Пећки округ               | Peć                |
| Okrug Prizren               | Призренски округ          | Prizren            |